# Elaphropus germanus
Elaphropus germanus es una especie de escarabajo del género Elaphropus, de la subfamilia Trechinae, orden Coleoptera.

## Distribución
Se distribuye por Senegal, Gambia, Costa de Marfil, Uganda, Kenia y Mozambique.

## Taxonomía
Fue descrita por Chaudoir en 1876.